# Нектарій Печерський

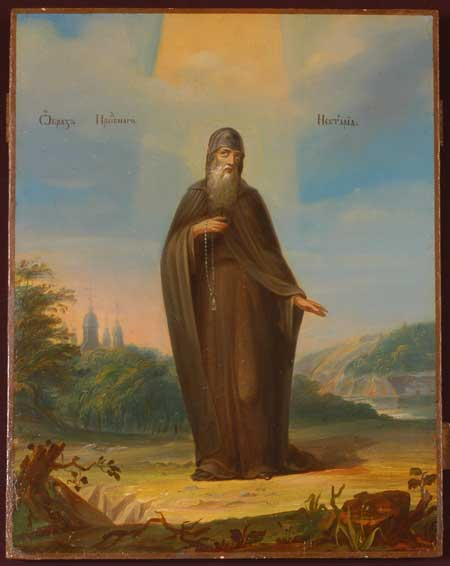
Преподобний Нектарій, схимник Печерський

Нектарій, схимник Печерський, Нектарій Послушливий (? — 12 століття (?), Київ) — древньоруський православний святий, схимонах Печерського монастиря. Преподобний. За цілковите послушання старшій братії і усердя в праці св. Нектарій був названий Послушливим. Після багатьох трудів і подвигів помер у мирі і був похований в Антонієвих печерах.
Біографічні дані невідомі.

В акафісті всім Печерським преподобним про нього сказано: 
|  | «Радуйся, Нектаріє, бо послух ти без ліності виконував». |

Його мощі почивають у Ближніх печерах, неподалік мощей святого Еразма.

## Пам'ять
- 11 жовтня — день пам'яті Собору преподобних отців Києво-Печерських, що спочивають в Ближніх печерах (прп. Антонія).
- 12 грудня — Прп. Нектарія Печерського.

### Дивіться теж
- Києво-Печерська лавра
- Києво-Печерські святі

## Джерело
- Словник персоналій Національного Києво-Печерського історико-культурного заповідника[недоступне посилання з липня 2019] — ресурс використано за дозволом видавця.
- Патерик Києво-Печерський